# Università di Richmond
L'Università di Richmond è una università privata, indipendente, di arti liberali con sede tra la città di Richmond e la contea di Henrico, in Virginia. È abbreviata in "UR" o "U of R" e conta approssimativamente 4000 studenti.
Comprende la "Scuola di Diritto dell'Università di Richmond" (T.C. Williams School of Law), accreditata dalle agenzie statunitensi di valutazione delle istituzioni scolastiche.